# Sandskärs kapell
Sandskärs kapell är ett kapell som tillhör Haparanda församling i Luleå stift. Kapellet ligger på ön Sandskär i Haparanda skärgård, drygt tre mil söder om Haparanda. Orsaken till att kapellet byggdes var den rådande kyrkplikten samt den långa resan till Björkö kyrka på fastlandet.

## Kapellet
Tidpunkten för kapellets uppförande är okänd. Från början låg kapellet närmare stranden, men 1795 flyttades det till sin nuvarande plats där det återinvigdes. Kapellet är byggt av liggtimmer och har ytterväggar klädda med rödmålad stående träpanel. Byggnaden täcks av ett mansardtak.